# Prvinci
 Prvinci  falu Horvátországban Zágráb megyében. Közigazgatásilag Krašićhoz tartozik.

## Fekvése
Zágrábtól 44 km-re délnyugatra, községközpontjától 7 km-re északnyugatra, a Zsumberki-hegységben fekszik.

## Története
A falunak 1857-ben 54, 1910-ben 75 lakosa volt. Trianon előtt Zágráb vármegye Jaskai járásához tartozott. 2011-ben 8 lakosa volt. 

## Lakosság
| Lakosság változása | Lakosság változása | Lakosság változása | Lakosság változása | Lakosság változása | Lakosság változása | Lakosság változása | Lakosság változása | Lakosság változása | Lakosság változása | Lakosság változása | Lakosság változása | Lakosság változása | Lakosság változása | Lakosság változása | Lakosság változása |
| ------------------ | ------------------ | ------------------ | ------------------ | ------------------ | ------------------ | ------------------ | ------------------ | ------------------ | ------------------ | ------------------ | ------------------ | ------------------ | ------------------ | ------------------ | ------------------ |
| 1857               | 1869               | 1880               | 1890               | 1900               | 1910               | 1921               | 1931               | 1948               | 1953               | 1961               | 1971               | 1981               | 1991               | 2001               | 2011               |
| 54                 | 56                 | 87                 | 106                | 103                | 75                 | 59                 | 97                 | 86                 | 93                 | 82                 | 87                 | 46                 | 41                 | 17                 | 8                  |

## Külső hivatkozások
Krašić hivatalos oldala